# Alfred Zemanovský
Alfred Zemanovský (* 9. Februar 1919 in Linz; † 3. April 1994 in Banská Bystrica) war ein aus Österreich gebürtiger slowakischer Chorleiter, Komponist und Musikverleger.
Zemanovský besuchte von 1937 bis 1939 das Gymnasium in Prievidzi und studierte ab 1944 am Konservatorium in Bratislava. Von 1954 bis 1969 leitete er den Rundfunkchor Bratislava, daneben arbeitete er von 1954 bis 1972 als Musikverleger für die staatlichen Plattenfirmen Supraphon und OPUS. Von 1975 bis 1981 war er Vorsitzender des slowakischen Komponistenverbandes. Er komponierte mehr als 60 Chorwerke, außerdem auch Kammermusik und einige Orchesterwerke.